# Rio Pirajuí
Rio Pirajuí är ett vattendrag i Brasilien.   Det ligger i delstaten Mato Grosso do Sul, i den södra delen av landet, 1 200 km sydväst om huvudstaden Brasília.
Trakten runt Rio Pirajuí består i huvudsak av gräsmarker. Runt Rio Pirajuí är det glesbefolkat, med 9 invånare per kvadratkilometer.